# جسيمات دقيقة
علم الجسيمات الدقيقة أو ميكروميريتكس هو علم سلوك المواد الجسيمية التي يقل حجمها عن 75 ميكرومتر. وبالتالي، فهو دراسة الخصائص الأساسية والمشتقة للجسيمات الفردية ومجموعات الجسيمات. يشمل علم الجسيمات الدقيقة الميكروي مواد ذات جسيمات أكبر من الجسيمات النانوية، حيث تكون أصغر من 0.1 ميكرومتر.
إن معرفة حجم الجسيمات والتحكم فيها أمرٌ بالغ الأهمية في الصيدلة وعلوم المواد . ويمكن ربط حجم الجسيمات، وبالتالي مساحة سطحها، بالخصائص الفيزيائية والكيميائية والدوائية للأدوية. ومن الناحية السريرية، يؤثر حجم جسيمات الدواء على إطلاقه من أشكال الجرعات التي تُعطى عن طريق الفم والحقن والمستقيم والموضعي. كما يعتمد نجاح تركيب المعلقات والمستحلبات والأقراص؛ سواءً من حيث الثبات الفيزيائي أو الاستجابة الدوائية، على حجم الجسيمات المُحقق في المنتج.

### الاستقرار الجسدي
تؤثر الخواص الدقيقة للجسيمات، أي حجمها في التركيبة، على الاستقرار الفيزيائي للمستعلقات والمستحلبات. كلما صغر حجم الجسيم ، كان الاستقرار الفيزيائي لشكل الجرعة أفضل، وذلك بفضل الحركة البراونية للجسيمات في المُشتت.

### توحيد الجرعة
تُعد خصائص التدفق الجيدة للحبيبات والمساحيق مهمة في تصنيع الأقراص والكبسولات. يجب أن يكون توزيع الجسيمات متجانسًا من حيث العدد والوزن. يُسبب حجم الجسيمات الصغير جدًا تجاذبًا، مما يُزعزع استقرار المُستعلق عن طريق التخثر.